# Punta de l'Atzavara
La Punta de l'Atzavara és una muntanya de 743 metres que es troba al municipi de Vandellòs i l'Hospitalet de l'Infant, a la comarca catalana del Baix Camp.